# Franz Scheder
Franz Scheder (* 1948 in Nürnberg) ist ein Musiker und Anton-Bruckner-Forscher.
Nach seinem Studium der Zahnmedizin ließ Scheder sich 1975 in seiner Heimatstadt als Zahnarzt nieder.
Zugleich war und ist Scheder aber stets als Musiker, Musikhistoriker und Musikwissenschaftler tätig. Als Neunjähriger begann er mit dem Geigenspiel und studierte nach dem Abitur drei Jahre Klavier und Musiktheorie am Meistersinger-Konservatorium. Seither spielt Scheder auch als Bratscher in mehreren Orchestern und Kammermusikformationen und ist zudem seit dem 11. November 2013 der erste Vorsitzende des Privatmusikvereins e.V. Nürnberg.
Bekannt wurde er als Bruckner-Forscher. Seine musikwissenschaftlichen und musikgeschichtlichen Studien betrafen und betreffen sowohl das Werk, als auch die Biographie Bruckners. Als Mitglied des Anton Bruckner Instituts Linz und der Internationalen Bruckner-Gesellschaft in Wien forscht und publiziert Scheder kontinuierlich.

## Publikationen (Auswahl)
- Franz Scheder: Anton Bruckner Chronologie (2 Bde.). Tutzing: Hans Schneider 1996.